# نهائي دوري أبطال أوروبا 2022
نهائي دوري أبطال أوروبا 2022 هي المباراة النهائية لدوري أبطال أوروبا 2021–22 وهو الموسم السابع والستون من بطولة كأس الأندية الأوروبية البطلة/دوري أبطال أوروبا التي ينظمها الاتحاد الأوروبي لكرة القدم، والموسم الثلاثين منذ أن أعيد تسميته من كأس الأندية الأوروبية البطلة إلى دوري أبطال أوروبا. لُعب النهائي يوم 28 مايو 2022 على ملعب فرنسا في سان دوني، فرنسا، بين ليفربول الإنجليزي وريال مدريد الإسباني. هذه المرة الثالثة التي التقى فيها الفريقان في نهائي المسابقة، بعد نهائيي 1981 و2018، ليكونا أكثر الفرق تقابلاً في المباراة النهائية بثلاث مرات.
كانت هذه هي المباراة النهائية الأولى التي تُلعب أمام الحضور الكامل مُنذ نهائي 2019 حيثُ تأثرت النهائيات السابقتين بجائحة كوفيد-19. كان من المقرر في الأصل أن تقام المباراة النهائية على ملعب أليانز أرينا في ميونخ، ألمانيا. ولكن نظرًا لتأجيل نهائي 2020 ونقله إلى لشبونة بسبب جائحة فيروس كورونا في أوروبا، تم تأخير قائمة الملاعب المستضيفة للنهائيات لمدة عام، لينتج عنه استضافة ملعب كريستوفسكي في سانت بطرسبرغ للمباراة. [7] أعلن الاتحاد الأوروبي لكرة القدم يوم 24 فبراير 2022 عن اجتماع استثنائي للجنة التنفيذية على خلفية الغزو الروسي لأوكرانيا. بعدها بيوم، نقل الاتحاد الأوروبي المباراة إلى ملعب فرنسا في سان دوني، إحدى ضواحي باريس. وهذه المباراةَ النهائية الثالثة من المسابقة التي تُقام على هذا الملعب، بعد نهائيي 2000 و2006.
فاز ريال مدريد بالمباراة 1-0 بهدف في الدقيقة 59 من فينيسيوس جونيور ليحقق اللقب الرابع عشر كرقم قياسي، والخامس في تسع سنوات. بصفته الفائز بدوري أبطال أوروبا 2021–22، سيلعب ريال مدريد ضد أينتراخت فرانكفورت في كأس السوبر الأوروبي 2022. بالإضافة إلى ذلك، تأهل إلى كأس العالم للأندية في الصين. ومع ذلك، لا يزال وضع البطولة غير مؤكد بعد اقتراح الفيفا لتغيير نظام البطولة.

## عن الفريقين
في الجدول التالي، كانت النهائيات حتى عام 1992 في حقبة كأس أوروبا، منذ عام 1993 كانت في حقبة دوري أبطال أوروبا.
| الفريق     | ظهور الفريق في نهائيات دوري أبطال أوروبا السابقة (الخط الغليظ يشير لسنة التتويج)                    |
| ---------- | --------------------------------------------------------------------------------------------------- |
| ليفربول    | 9 (1977، 1978، 1981، 1984، 1985، 2005، 2007، 2018، 2019)                                            |
| ريال مدريد | 16 (1956، 1957، 1958، 1959، 1960، 1962، 1964، 1966، 1981، 1998، 2000، 2002، 2014، 2016، 2017، 2018) |

## خلفية
يلعب ليفربول النهائي العاشر له في كأس أوروبا/دوري أبطال أوروبا. سبق لهم الفوز بست نهائيات (1977، 1978، 1981، 1984، 2005 و2019) بينما خسروا ثلاث (1985، 2007 و2018). هذا أيضًا هو النهائي الثالث والعشرين لهم في مسابقات الاتحاد الأوروبي لكرة القدم، حيث سبق لهم وأن لعبوا نهائي كأس الاتحاد الأوروبي/الدوري الأوروبي أربع مرات؛ فازوا في 1973، 1976 و2001 وخسروا في عام 2016، كما حققوا كأس السوبر الأوروبي في أربعة مناسبات سنوات 1977، 2001، 2005 و2019 مع خسارتين في 1978 و1984. سبق للحُمر أيضًا خوض نهائي كأس الكؤوس الأوروبية واحد في عام 1966 وخسروه ضد بوروسيا دورتموند، كما أنهم خسروا نهائيين في كأس الإنتركونتيننتال سنوات 1981 و1984. هذا النهائي هو الرابع للمدرب يورغن كلوب في دوري أبطال أوروبا، الذي خسر نهائيين، مع بوروسيا دورتموند في عام 2013 ومع ليفربول في عام 2018 وفاز بنهائي 2019 مع نفس الفريق.
خاض ريال مدريد النهائي السابع عشر في تاريخه في كأس أوروبا/دوري أبطال أوروبا. فاز الريال في ثلاثة عشر نهائي (1956، 1957، 1958، 1959، 1960، 1966، 1998، 2000، 2002 ،2014، 2016، 2017 و2018)، وخسروا ثلاثة في سنوات 1962، 1964 و1981. يُعتبر أيضًا هذا النهائي هو الثالث والثلاثين للريال في جميع مسابقات الاتحاد الأوروبي لكرة القدم، بعد أن لعبوا أيضًا في نهائيين من كأس الكؤوس الأوروبية (خسر في 1971 و1983) ولعب اثنين من نهائيات كأس الاتحاد الأوروبي (فاز في عامي 1985 و1986). نجح البِيض في رفع كأس السوبر الأوروبي أربع مرات سنوات 2002، 2014، 2016 و2017، مع خسارة ثلاث في 1998، 2000 و2018، كما أنهم حققوا كأس الإنتركونتيننتال ثلاث مرات (1960، 1998 و2002) مع وصافة نسختي 1966 و2000. يصل كارلو أنشيلوتي إلى نهائي دوري أبطال أوروبا للمرة الخامسة كمدرب، حيث فاز بلقبي 2003 و2007 وخسر نهائي 2005 أثناء إشرافه على إيه سي ميلان، كما فاز بنهائي 2014 كمدرب لريال مدريد، وأصبح أول مدرب في التاريخ يفوز بأربعة ألقاب في دوري أبطال أوروبا.
التقى الفريقان في نهائي المسابقة للمرة الثالثة وهذا رقم قياسي، حيث أول نهائي كان سنة 1981 على ملعب بارك دي برينس في باريس، حين حقق ليفربول ثالث ألقابه بفضل هدف لاعبه ألان كينيدي في لقاء انتهى بهدف لصفر 1–0، الثاني والأخير كان في 2018 والذي إنتهى 3–1 لصالح ريال مدريد بثنائية من غاريث بيل وهدف من كريم بنزيما. كما أن هذا هو ثالث نهائي لكارلو أنشيلوتي ضد ليفربول كمدرب، بعد نهائي 2005 و2007، كما سبق له خسارة نهائي 1984 كلاعب مع روما. هذه هي المباراة النهائية السادسة التي تجمع بين فريق إنجليزي مع آخر إسباني في المسابقة، بعد نهائيات 1981 و2006، بالإضافة لنهائي 2009 و2011 التي تفوق في كلتيهما برشلونة على مانشستر يونايتد، مع نهائي 2018.
إلى جانب نهائي 1981 و2018، تواجه الناديان ست مرات. فاز ليفربول في كلتا المباراتين في دور الستة عشر من دوري أبطال أوروبا 2008–09 (1–0 و4–0 على أرضه). التقى الفريقان في نفس المجموعة في دور المجموعات لدوري أبطال أوروبا 2014–15، حيث فاز ريال مدريد 3–0 خارج أرضه و1–0 على أرضه. في ربع نهائي 2020–21، حينها فاز الفريق الإسباني 3–1 على أرضه وتعادل 0–0 على ملعب أنفيلد ليتأهلوا إلى الدور نصف النهائي.

## الملعب

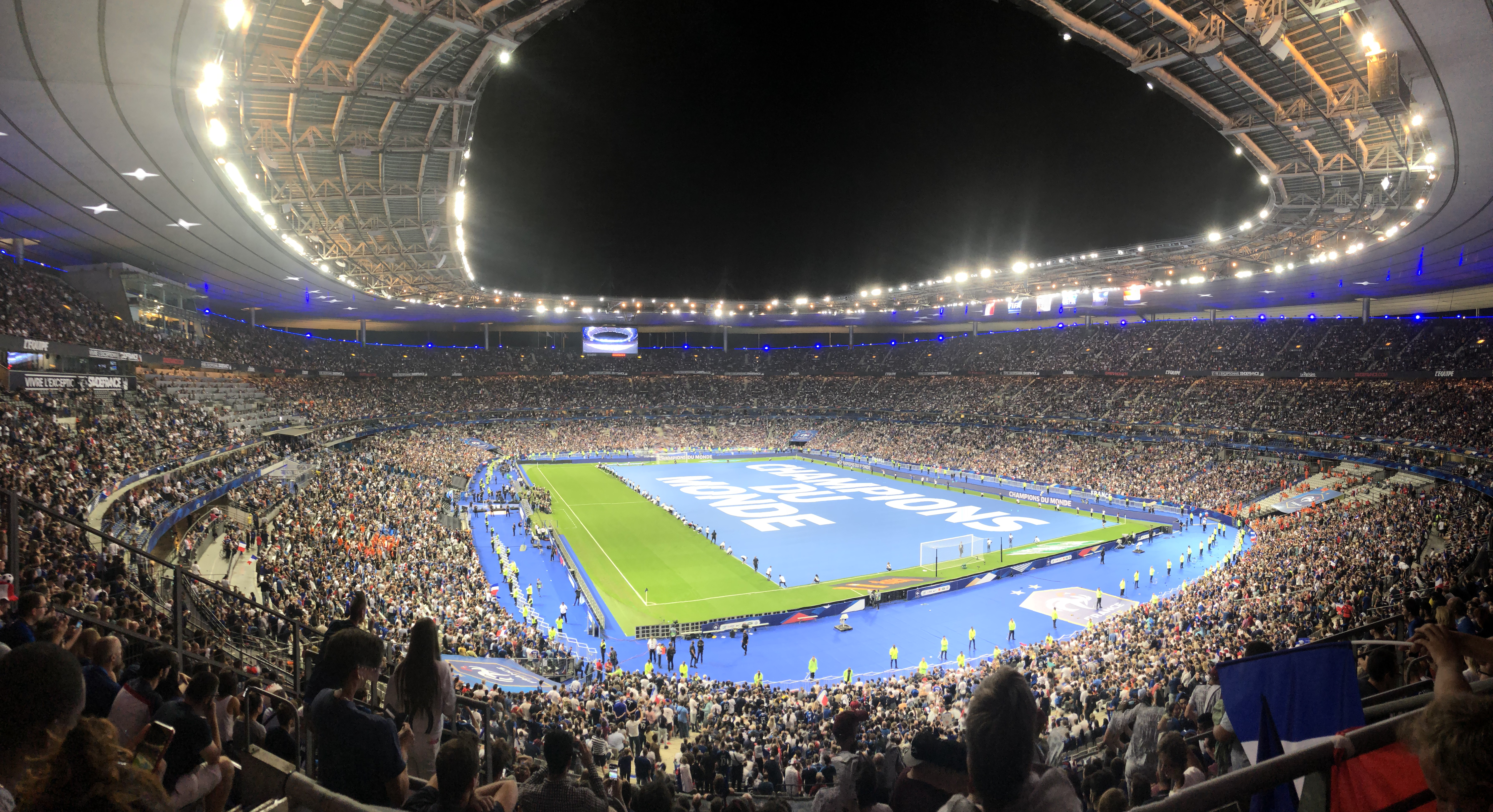
سيستضيف ملعب فرنسا في سان دوني المباراة النهائية.

كان من المقرر في الأصل أن يُقام النهائي على ملعب أليانز أرينا في ميونخ، ألمانيا، لكن نظرًا لنقل نهائي 2020 من ملعب أتاتورك الأولمبي في إسطنبول إلى ملعب دا لوز في لشبونة بسبب جائحة فيروس كورونا في أوروبا، تم منح أليانز أرينا حق استضافة نهائي 2023، على أن تُقام المباراة النهائية لسنة 2022 على ملعب كريستوفسكي في سانت بطرسبرغ، المستضيف الأصلي لنهائي 2021.
بعد الغزو الروسي لأوكرانيا في فبراير 2022، قرر الاتحاد الأوروبي لكرة القدم نقل المباراة النهائية إلى ملعب فرنسا في سان دوني، لتستضيف فرنسا أول نهائي دوري أبطال أوروبا منذ عام 2006.

### تحديد المستضيف
أعلن الاتحاد الأوروبي لكرة القدم يوم 1 نوفمبر 2018 أن اتحادين قد أعربا عن اهتمامهما باستضافة نهائي دوري أبطال أوروبا 2021. في 22 فبراير 2019 قدم كلتا الاتحادين ملفاتهما بحلول الموعد النهائي لاستقبال الترشيحات.
| البلد   | الملعب          | المدينة      | السعة  | ملاحظات                                                                                                 |
| ------- | --------------- | ------------ | ------ | --- |
| ألمانيا | أليانز أرينا    | ميونخ        | 70،000 | احتضن نهائي دوري أبطال أوروبا 2012، ومباريات من بطولة كأس العالم 2006 ومباريات من بطولة أمم أوروبا 2020 |
| روسيا   | ملعب كريستوفسكي | سانت بطرسبرغ | 67،800 | احتضن مباريات من كأس القارات 2017، وبطولة كأس العالم 2018 ومباريات من بطولة أمم أوروبا 2020             |

تم اختيار ملعب كريستوفسكي من قبل اللجنة التنفيذية للاتحاد الأوروبي لكرة القدم خلال اجتماعهم في كييف في 24 سبتمبر 2019.

## الطريق إلى النهائي
ملاحظة: في جميع النتائج أدناه، يتم إعطاء النتيجة للمتأهل للمباراة النهائية أولاً (د: داخل الأرض؛ خ: خارج الأرض).
| م | الفريق        | لعب | نقاط |
| - | ------------- | --- | ---- |
| 1 | ليفربول       | 6   | 18   |
| 2 | أتلتيكو مدريد | 6   | 7    |
| 3 | بورتو         | 6   | 5    |
| 4 | ميلان         | 6   | 4    |

| م | الفريق         | لعب | نقاط |
| - | -------------- | --- | ---- |
| 1 | ريال مدريد     | 6   | 15   |
| 2 | إنتر ميلان     | 6   | 10   |
| 3 | شريف تيراسبول  | 6   | 7    |
| 4 | شاختار دونيتسك | 6   | 2    |

## قبل المباراة

### الشعار
قبل نقل النهائي، تم الكشف عن شعار نهائي دوري أبطال أوروبا 2022 خلال قرعة مرحلة المجموعات يوم 26 أغسطس 2021 في إسطنبول.

### سفير النهائي
كان سفيرا المباراة النهائية هما مهاجمي ليفربول وريال مدريد السابقين إيان راش وراؤول غونزاليس. كان من المفترض أن يكون السفير هو أندري أرشافين مهاجم روسيا وزينيت سانت بطرسبرغ السابق، لكن تم تغيير ذلك بعد انتقال النهائي إلى سان دوني.

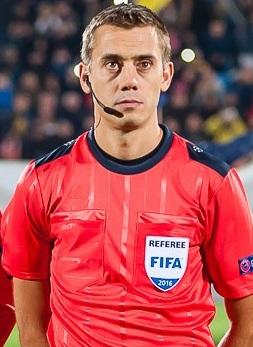
قاد الحكم الفرنسي كليمان توربان المباراة النهائية.

### الحكام
أعلن الاتحاد الأوروبي لكرة القدم يوم 11 مايو 2022، عن تعيين الحكم الفرنسي كليمان توربان حكمًا للنهائي. توربان هو حكم دولي للفيفا منذ سنة 2010، سبق له وأن كان حكم رابع في نهائي دوري أبطال أوروبا 2018 والذي جمع كذلك ريال مدريد وليفربول. كان هو حكم نهائي الدوري الأوروبي 2021 بين فياريال ومانشستر يونايتد، كما أنه قاد ثمانية مباريات في نسخة هذا الموسم من دوري الأبطال، مبارتين في التصفيات وأربعة في دور المجموعات مع مبارتين في مرحلة خروج المغلوب. ساعده الفرنسيان نيكولاس دانوس وسيريل جرينيور. وبينوا باستين هو الحكم الرابع، بينما جيروم بريسارد مسؤولاً عن تقنية التحكيم بمساعدة الفيديو بمساعدة من ويلي ديلاجو والإيطاليان ماسيميليانو إيراتي فيليبو ميلي.

### حفل الافتتاح
غنت المغنية الكوبية-الأمريكية كاميلا كابيو في حفل الافتتاح قبل بدء المباراة.

## المباراة
حُدد الفريق «المُضيف» (لأغراض إدارية) من خلال قرعة إضافية أقيمت بعد قرعة ربع النهائي ونصف النهائي.

### التفاصيل
| ليفربول | 0–1   | ريال مدريد   |
| ------- | ----- | ------------ |
|         | تقرير | فينيسيوس 59' |

| ليفربول | ريال مدريد |

| GK         | 1  | أليسون بيكر          |
| RB         | 66 | ترنت ألكساندر-أرنولد |
| CB         | 5  | إبراهيما كوناتي      |
| CB         | 4  | فيرجيل فان ديك       |
| LB         | 26 | أندرو روبرتسون       |
| CM         | 14 | جوردان هندرسون 77'   |
| CM         | 3  | فابينيو 62'          |
| CM         | 6  | تياغو ألكانتارا 77'  |
| RF         | 11 | محمد صلاح            |
| CF         | 10 | ساديو ماني           |
| LF         | 23 | لويس دياز 65'        |
| البدلاء:   |    |                      |
| GK         | 62 | كيفين كيليهير        |
| DF         | 12 | جو غوميز             |
| DF         | 21 | كوستاس تسيميكاس      |
| DF         | 32 | جويل ماتيب           |
| MF         | 7  | جيمس ميلنر           |
| MF         | 8  | نابي كيتا 77'        |
| MF         | 15 | أليكس تشامبرلين      |
| MF         | 17 | كورتيس جونز          |
| MF         | 67 | هارفي إليوت          |
| FW         | 9  | روبرتو فيرمينو 77'   |
| FW         | 18 | تاكومي مينامينو      |
| FW         | 20 | ديوغو جوتا 65'       |
| المدرب:    |    |                      |
| يورغن كلوب |    |                      |

| GK             | 1  | تيبو كورتوا           |
| RB             | 2  | داني كارفاخال         |
| CB             | 3  | إيدر ميليتاو          |
| CB             | 4  | دافيد ألابا           |
| LB             | 23 | فيرلاند ميندي         |
| CM             | 8  | توني كروس             |
| CM             | 14 | كاسيميرو              |
| CM             | 10 | لوكا مودريتش 90'      |
| RF             | 15 | فيديريكو فالفيردي 86' |
| CF             | 9  | كريم بنزيما           |
| LF             | 20 | فينيسيوس جونيور 90+3' |
| البدلاء:       |    |                       |
| GK             | 13 | أندري لونين           |
| DF             | 6  | ناتشو                 |
| DF             | 12 | مارسيلو               |
| MF             | 17 | لوكاس فاسكيز          |
| MF             | 19 | داني سيبايوس 90'      |
| MF             | 22 | إيسكو                 |
| MF             | 25 | إدواردو كامافينغا 86' |
| FW             | 7  | إدين هازارد           |
| FW             | 11 | ماركو أسينسيو         |
| FW             | 18 | غاريث بيل             |
| FW             | 21 | رودريغو 90+3'         |
| FW             | 24 | ماريانو دياز          |
| المدرب:        |    |                       |
| كارلو أنشيلوتي |    |                       |

| رجل المباراة: تيبو كورتوا (ريال مدريد) الحكام المساعدون: نيكولاس دانوس (فرنسا) سيريل جرينيور (فرنسا) الحكم الرابع: بينوا باستين (فرنسا) حكم الفيديو المساعد: جيروم بريسارد (فرنسا) مساعدو حكم الفيديو المساعد: ويلي ديلاجو (فرنسا) ماسيميليانو إيراتي (إيطاليا) فيليبو ميلي (إيطاليا) | قواعد المباراة - مباراة من 90 دقيقة - 30 دقيقة وقت إضافي مقسمة إلى شوطين في حال انتهاء الوقت الأصلي بالتعادل - في حال استمرار التعادل بعد الوقت الإضافي يتم اللجوء إلى ركلات الجزاء الترجيحية - اثنا عشر لاعب بديل - الحد الأقصى المسموح به بالتبديلات هو خمسة، مع السماح بسادس في الوقت الإضافي |

## اُنظر أيضًا
- نهائي الدوري الأوروبي 2022
- نهائي دوري المؤتمر الأوروبي 2022
- كأس السوبر الأوروبي 2022

## الملاحظات
1. ↑  كان من المقرر أن تنطلق المباراة على الساعة 21:00 بتوقيت وسط أوروبا الصيفي، لكن تم تأخيرها إلى 21:36 بتوقيت وسط أوروبا الصيفي بسبب مشاكل في دخول الجماهير.
2. ↑  مُنح كل فريق ثلاث فرص لإجراء التبديلات، مع فرصة رابعة في الوقت الإضافي، باستثناء التبديلات التي أُجريت في الشوط الأول، قبل بدء الأشواط الإضافية وما بين الشوطين الإضافيين.

## وصلات خارجية
- دوري أبطال أوروبا (الموقع الرسمي)